# Nguyễn Đức Thịnh
Nguyễn Đức Thịnh là Thiếu tướng Công an nhân dân Việt Nam. Ông nguyên là Cục trưởng Cục Cảnh sát điều tra tội phạm về kinh tế và tham nhũng, Cục trưởng Cục Cảnh sát kinh tế (C46), Tổng cục Cảnh sát Bộ Công an Việt Nam.

## Tiểu sử
Tháng 8 năm 2012, Nguyễn Đức Thịnh là Đại tá, Cục trưởng Cục Cảnh sát kinh tế (C46), Phó thủ trưởng Cơ quan Cảnh sát điều tra (Bộ Công an).
Ngày 24 tháng 4 năm 2015, Nguyễn Đức Thịnh, Cục trưởng Cục Cảnh sát kinh tế (C46), được Bộ trưởng Bộ Công an bổ nhiệm làm Cục trưởng Cục Cảnh sát điều tra tội phạm về kinh tế và tham nhũng. Cục này vừa được thành lập dựa trên cơ sở hợp nhất Cục Cảnh sát điều tra tội phạm về trật tự kinh tế và chức vụ (C46) với Cục Cảnh sát điều tra tội phạm về tham nhũng (C48).

## Lịch sử thụ phong quân hàm
- Đại tá
- Thiếu tướng

## Bị đề nghị kỉ luật
Tại kì họp 30 từ ngày 17 đến ngày 19 tháng 10 năm 2018, Ủy ban Kiểm tra Trung ương Đảng Cộng sản Việt Nam đã đề nghị kỉ luật thiếu tướng Nguyễn Đức Thịnh, nguyên Đảng ủy viên, Bí thư Đảng ủy, Cục trưởng Cục Cảnh sát kinh tế (C46) vì để xảy ra vi phạm trong Đảng ủy Tổng cục Cảnh sát, chịu trách nhiệm người đứng đầu và trách nhiệm cá nhân trong việc thực hiện nhiệm vụ.